# Maximiliano Ibáñez
Maximiliano Ibáñez Ibáñez (Linares, 2 de abril de 1868-Santiago, 27 de diciembre de 1933) fue un abogado, agricultor, periodista y político chileno, miembro del Partido Liberal (PL). Se desempeñó como diputado de la República por varios períodos, así como también, ministro de Estado durante los gobiernos de los presidentes Germán Riesco y Emiliano Figueroa.

## Familia y estudios
Nació en la ciudad chilena Linares el 2 de abril de 1868, hijo de Ramón Ibáñez y María Antonieta Ibáñez Rondizzoni. Realizó sus estudios primarios en el Liceo de Talca y los secundarios en el Instituto Nacional. Continuó los superiores en la carrera de derecho de la Universidad de Chile, titulándose como abogado en abril de 1889.
Posteriormente, efectuó un viaje a Francia, enviado por el gobierno de Chile, y se incorporó a la Escuela de Ciencias Políticas de París, establecimiento desde donde obtuvo una licenciatura en 1892. En mayo del mismo año, fue favorecido con el puesto de profesor titular de Código de Comercio de la Universidad de Chile. Fue también, miembro de la Facultad de Leyes y Ciencias Políticas de esa casa de estudios, desde dicho año.
Se casó con Teresa Barceló Lira.

## Carrera política

### Inicios
Militante del Partido Liberal (PL), ejerció como redactor en jefe de La Libertad Electoral, órgano de expresión de la colectividad. También hizo grandes esfuerzos por mantener en Santiago el diario liberal La Mañana.
Durante el periodo de la guerra civil de 1891, actuó como secretario de la Delegación del Gobierno de Iquique en París y le correspondió redactar la memoria en la cual la Delegación dio cuenta de su trabajo en Europa durante ese tiempo.

### Diputado por Linares
En las elecciones parlamentarias de 1894, se postuló como candidato a diputado por Linares, resultando electo por el período 1894-1897. Luego, obtuvo la reelección diputacional tres veces consecutivas: 1897-1900, 1900-1903 y 1903-1906. Durante su gestión merece especial mención la campaña que hizo en 1898 al proyecto Billinghurst-Latorre, que entregaba a Perú las provincias de Tacna y Arica. También, durante los debates parlamentarios fue unos de los pocos que en la época puso la "voz de alarma", ante el hecho de que con las riquezas de la explotación salitrera no se realizaban inversiones que generasen nuevas riquezas, como el desarrollo de industrias y el fomento de obras públicas. Con las siguientes palabras expresó su planteamiento al respecto:

"Llegaran a agotarse las riquezas producidas por las minas del salitre, y se nos preguntará entonces: ¿que hicieron los miles de millones de pesos que hemos sacado de los yacimientos de Tarapacá? ¿Que se hicieron? Habrá que contestar, señor Presidente, que los hemos gastado en empleados públicos. Por lo menos la cuarta parte de los individuos hábiles e ilustrados del país, están viviendo del presupuesto. ¿Cuantas perdidas representan esto para la industria, para el comercio, si las personas se acogen al sistema de vivir del Fisco? Es enorme esto de que las entradas públicas las absorban los empleados. ¿Cuan distinta sería nuestra situación si año a año fuesemos destinando siquiera de los presupuestos unos quince o veinte millones de pesos para invertirlos en obras utiles y reproductivas?, por ejemplo en la construcción de puentes y ferrocarriles, en obras de regadío, en un buen servicio de policía, etc."

### Ministro de Hacienda
Paralelamente, el 12 de mayo de 1904, fue nombrado por el presidente Germán Riesco como titular del Ministerio de Hacienda, cargo que desempeñó hasta el 30 de octubre del mismo año. En el ejercicio del puesto, puso atajo a la usurpación salitrera y a sus esfuerzos se debió la aprobación de la ley que fijó un plazo de seis meses a las demandas contra el Fisco, sobre demarcaciones salitreras.

### Diputado por Santiago
En las elecciones parlamentarias de 1906, fue reelecto una vez más, pero en representación del Departamento de Santiago para el periodo legislativo 1906-1909. Nuevamente, en los comicios correspondientes, obtuvo la reelección tres veces; para los periodos 1909-1912, 1912-1915 y 1915-1918; incorporándose en este último el 15 de septiembre de 1916, como reemplazante de Guillermo Eyzaguirre Rouse. En esta gestión le dedicó especial atención a la «conversión metálica», mostrándose como un "enemigo" del papel moneda. Por otra parte y, durante varios años, realizó una campaña dentro y fuera del Congreso Nacional, en favor de la renovación de los registros electorales viciados y de la reforma electoral consagrada en la última ley.
Por otra parte, a nivel partidista, en 1913 fue uno de los principales organizadores de la «Convención» que estableció el rumbo aliancista del Partido Liberal.

### Diplomático y otras funciones
Tras dejar el Congreso Nacional, en noviembre de 1918, fue nombrado por el presidente Juan Luis Sanfuentes como ministro plenipotenciario de Chile en Francia, función que ocupó hasta 1921. De manera simultánea, en 1919, actuó como delegado de Chile ante la Comisión Redactora de la Sociedad de las Naciones y, luego, consejero de la Empresa de los Ferrocarriles del Estado (EFE), sirviendo como tal hasta 1925. Además, formó parte del consejo del Banco Central, y fue abogado integrante de la Corte Suprema.
Entre otras actividades, fue miembro académico corresponsal de la Real Academia de Ciencias Morales y Políticas de Madrid, España.

### Ministro del Interior
El 23 de diciembre de 1925, asumió como ministro del Interior, nombrado por el presidente Emiliano Figueroa Larraín como parte de su primer gabinete. Fue sustituido del cargo el 20 de noviembre de 1926, siendo reemplazado por Manuel Rivas Vicuña, quien había servido en el cargo durante la administración del presidente Arturo Alessandri.

### Últimos años y muerte
Alejado de la política desde entonces, se dedicó a administrar su fundo ubicado en Linares y se incorporó como consejero a la Sociedad Nacional de Agricultura (SNA), gremio del cual en 1932 fue elegido presidente, rol que mantuvo hasta su fallecimiento acaecido en Santiago de Chile el 27 de diciembre de 1933, a los 65 años.